# La Vénus d'Ille (film)
Pour les articles homonymes, voir Vénus.
Pour plus de détails, voir Fiche technique et Distribution.
La Vénus d'Ille (Wenus z Ille) est un film polonais de Janusz Majewski sorti en 1969. C'est une adaptation de la nouvelle fantastique La Vénus d'Ille de Prosper Mérimée.

## Synopsis
Sur le terrain d'une auberge près de la frontière franco-espagnole se trouve une ancienne statue de la Vénus d'Ille. Cette statue, selon la légende, apporte le malheur à quiconque entre en contact avec elle. L'aubergiste, cependant, ne croit pas à cette histoire. Le lendemain, le mariage de son fils unique, Alphonse, doit avoir lieu. Pendant ce temps, un célèbre archéologue arrive à l'auberge. L'aubergiste lui présente fièrement sa sculpture. Le lendemain, cependant, la rencontre avec la statue se termine tragiquement.

## Fiche technique
- Titre français : La Vénus d'Ille
- Titre original polonais : Wenus z Ille
- Titre anglais : Venus from Ille
- Réalisation : Janusz Majewski
- Scénario : Janusz Majewski d'après La Vénus d'Ille de Prosper Mérimée
- Photographie : Stefan Matyjaszkiewicz
- Musique : Lucjan Kaszycki
- Production : Ryszard Straszewski
- Pays de production :  Pologne
- Langue de tournage : polonais
- Format : Noir et blanc
- Date de première diffusion : 1969

## Distribution
- Michael Kane : célèbre archéologue (doublé par Maciej Maciejewski)
- Isabelle Jan : femme d'Alphonse (doublée par Zofia Mrozowska)
- Jacek Woszczerowicz : propriétaire de l'auberge
- Andrzej Nowakowski : Alfons, fils de l'aubergiste
- Halina Kossobudzka : femme du propriétaire de l'auberge
- Leon Niemczyk : aragonais
- Mieczysław Stoor : aide d'auberge
- Zbigniew Koczanowicz : commissaire de police
- Witold Pyrkosz : Artur